# 한국 프로 야구 통산 1500안타 선수
다음은 한국 프로 야구 통산 1500안타 선수에 대한 내용이다.
| #  | 날짜         | 선수   | 소속           | 구장 | 상대 팀 | 상대 투수 | 기간          | 시즌 수 | 경기수   | 나이            | 통산 안타 | 주석 및 기타 |
| 1  | 2000. 10. 01 | 장종훈 | 빙그레 - 한화  | 대전 | 롯데    |           | 1987 - 2000년 | 14시즌  | 1561경기 | 32세 5개월 21일 | 1771개    |              |
| 22 | 2013. 07. 26 | 박용택 | LG             | 잠실 | 두산    | 윤명준    | 2002 - 2013년 | 12시즌  | 1366경기 | 34세 3개월 5일  |           |              |
| 23 | 2014. 05. 13 | 이호준 | 해태 - SK - NC | 마산 | KIA     | 임준섭    | 1996 - 2014년 | 18시즌  |          |                 |           |              |